# 태안도서관 (충남)
충청남도태안교육지원청태안도서관은 충청남도 태안군 태안읍 남문리 소재의 도서관이다.

## 연혁
- 1992. 07. 15 태안도서관 개관
- 2002. 03. 01 태안지역 평생학습관 지정
- 2002. 12. 23 디지털자료실 개실
- 2008. 10. 01 태안지역 학교도서관지원센터 지정
- 2009. 10. 06 태안도서관 증축 개관
- 2019. 03. 01 충청남도태안교육지원청태안도서관으로 명칭 변경

## 이용 안내
이용 시간
- 자료실: 평일 09:00~21:00 / 주말 09:00~17:00
- 디지털자료실: 평일 09:00~18:00 / 주말 09:00~17:00
- 열람실: 매일 09:00~22:00

휴관일
- 매주 월요일
- 일요일을 제외한 공휴일(단, 일요일과 공휴일이 겹치면 휴관)
- 예외적으로 기관장이 필요하다고 인정한 경우